# Uedaea
Uedaea, monotipski rod crvenih algi iz porodice Bangiaceae. Jedina vrsta je U. onoi koja je 2020. izdvojena iz roda Pyropia u zaseban rod
Lokaliteti sintipa su u Japanu i Koreji.

## Sinonimi
- Porphyra onoi Ueda 1932, bazionim
- Pyropia onoi (Ueda) N.Kikuchi & M.Miyata 2011